# Matthieu Jalibert
Matthieu Jalibert (* 6. November 1998 in Saint-Germain-en-Laye, Département Yvelines) ist ein französischer Rugby-Union-Spieler. Er spielt auf der Position des Verbindungshalbs für den Verein Union Bordeaux Bègles und die französische Nationalmannschaft.

## Biografie

### Vereinskarriere
Jalibert zog im Alter von sechs Jahren mit der Familie nach Neukaledonien, wo sein Vater als Berufssoldat stationiert war. In der Hauptstadt Nouméa trat er dem Verein Stade Calédonien bei und erlernte dort die Grundlagen des Rugbyspiels. 2007 kehrte die Familie nach Frankreich zurück und ließ sich in Bègles nieder, einem Vorort von Bordeaux. Jalibert löste eine Lizenz beim CA Bordeaux-Bègles Gironde und durchlief alle Jugendstufen. In der Saison 2015/16 erfolgte seine Aufnahme ins Ausbildungszentrum der Union Bordeaux Bègles (UBB). Als Kapitän führte er die U18-Junioren bis ins Finale der französischen Meisterschaft, in dem sie den Junioren des RC Toulon unterlagen. Als noch nicht ganz 18-Jähriger wechselte Jalibert zu Beginn der Saison 2016/17 zur U23-Auswahl der UBB. Auch mit dieser stand er im Meisterschaftsfinale, unterlag aber der Auswahl von Aviron Bayonnais.
Vor Beginn der Saison 2017/18 rückte Jalibert in den Profikader der UBB auf. Sein erstes Spiel in der Top 14 bestritt er am 16. September 2017 als Einwechselspieler bei der 14:49-Niederlage auswärts gegen Lyon Olympique Universitaire. Erstmals in der Startformation stand er zwei Wochen später auswärts gegen die US Oyonnax. Die ersten Punkte und den ersten Versuch erzielte er am 13. Oktober in einem Spiel des European Rugby Challenge Cup 2017/18 gegen Jenissei-STM Krasnojarsk. Rasch entwickelte sich Jalibert zum Stammspieler und im November 2019 trat er erstmals als Kapitän seiner Mannschaft in Erscheinung. In der Saison 2019/20 führte seine Mannschaft die Tabelle an, doch die Meisterschaft musste nach 17 Runden wegen der COVID-19-Pandemie abgebrochen werden und wurde nicht wiederaufgenommen. 2021, 2022 und 2023 schied die UBB jeweils im Halbfinale der Meisterschaft aus. Im Oktober 2021 verlängerte Jalibert seinen Vertrag bis 2025.

### Nationalmannschaft
2017 spielte Jalibert sowohl für die U19- aus auch für die U20-Auswahl Frankreichs. Mit letzterer nahm er an der Juniorenweltmeisterschaft teil und erreichte den vierten Platz. Für das Einladungsteam der Barbarians français trat er am 10. November 2017 in Bordeaux gegen die neuseeländischen Māori All Blacks an; das Spiel endete mit einem 19:15-Sieg. Nationaltrainer Jacques Brunel nominierte ihn kurz darauf für die französische Nationalmannschaft. Sein erstes Test Match bestritt Jalibert am 3. Februar 2018 in der ersten Runde des Six Nations 2018 gegen Irland; wegen einer Verstauchung eines partiellen Kreuzbandrisses im linken Knie musste er jedoch nach nur 30 Minuten ausgewechselt werden. Die Genesung schien zunächst gut verlaufen zu sein, doch dann erlitt er im August desselben Jahres erneut einen Kreuzbandriss und musste ein halbes Jahr lang pausieren.
Jalibert bestritt 2019 kein einziges Länderspiel und verpasste somit auch die Weltmeisterschaft. Beim Six Nations 2020 stand er viermal als Einwechselspieler im Einsatz, ein Jahr später gehörte er beim Six Nations 2021 wieder zu den Stammspielern. Beim Six Nations 2022, das die Franzosen mit einem Grand Slam für sich entschieden, gehörte er zunächst nicht dem Kader an, wurde dann aber für das letzte Spiel gegen England nachnominiert (als Ersatz für Romain Ntamack). Zu einem Einsatz kam es letztlich nicht, da er sich im Training eine Knöchelverletzung zuzog.